# 10769 Minas Gerais
10769 Minas Gerais è un asteroide della fascia principale. Scoperto nel 1990, presenta un'orbita caratterizzata da un semiasse maggiore pari a 3,0767320 UA e da un'eccentricità di 0,0836984, inclinata di 9,49690° rispetto all'eclittica.